# Darja Jevgenyjevna Dmitrijeva
Darja Jevgenyevna Dmitrijeva cirill betűkkel:Дарья Евгеньевна Дмитриева (Togliatti, 1995. augusztus 9. –) olimpiai bajnok orosz válogatott kézilabdázó, a Ferencvárosi TC játékosa.

## Pályafutása

### Klubcsapatokban
Dmitrijeva szülővárosában, Togliattiban kezdett kézilabdázni. 14 éves volt, amikor addigi edzője elhagyta a csapatot és a volgogradi kézilabda-akadémiához távozott, ekkor Dmitrijeva több társával együtt úgy határozott, hogy ők is elhagyják szülővárosukat, és követik edzőjüket. A Gyinamo Volgograd felnőtt csapatával kétszer megnyerte az orosz bajnokságot, és 2015-ben csapatával eljutott a Bajnokok ligája Final Fourba. Abban a szezonban 19 évesen 76 gólt szerzett a Bajnokok ligájában, amivel a góllövőlista 8. helyén végzett. Hat szezon után visszatért a HC Lada Togliatti csapatához. 2019 nyarán az újonnan alakult CSZKA Moszkva játékosa lett. Augusztus végén súlyos Achilles-ín-szakadást szenvedett. 2021-ben a moszkvai csapattal is bajnok tudott lenni. Bajnok és kupagyőztes lett a ljubljanai csapattal. Kölcsönszerződése ezt követően lejárt, így Dmitrijeva visszatért a CVSZKA-hoz, és lett orosz bajnok, valamint kupagyőztes a 2022-2023-as szezon végén. 2023 nyarán végleg a Krim játékosa lett. 2024 nyarától a Ferencvárosi TC játékosa.

### A válogatottban
Az orosz utánpótlás válogatottakban meghatározó játékos volt, 2011-ben ifjúsági Európa-bajnokságot nyert, egy évvel később az ifjúsági világbajnokságon ezüstérmes lett. 2013-ban a junior Európa-bajnokságot megnyerték, a döntőben a magyar válogatottat legyőzve, amelynek All-star csapatába Dmitrijevát is beválasztották. A 2014-es junior világbajnokságon ezüstérmes lett és ismét tagja lett a torna All-star csapatának. 2014 decemberében részt vett élete első felnőtt válogatott világversenyén, a magyar–horvát rendezésű Európa-bajnokságon, de ott a csoportból nem sikerült továbbjutniuk.
Első olimpiája a 2016-os riói volt, amelyen az összes mérkőzést megnyerve olimpiai bajnokok lettek. Az olimpiai győzelem után orosz állami kitüntetésben részesült, Vlagyimir Putyintól megkapta a Barátságért érdemrendet.

## Sikerei
- Olimpia győztese: 2016
- Európa-bajnokság ezüstérmese: 2018
- Orosz bajnokság győztese: 2013, 2014, 2021
- A junior-Európa-bajnokság All-Star-csapatának tagja: 2013
- Az olimpia All-Star-csapatának tagja: 2016[11]
- A Handball-Planet.com szavazásán a szezon legjobb fiatal női játékosa: 2014–15[12]
- A Handball-Planet.com szavazásán a szezon legjobb utánpótláskorú női irányítója: 2014–15[13]